# Motaz Azaiza

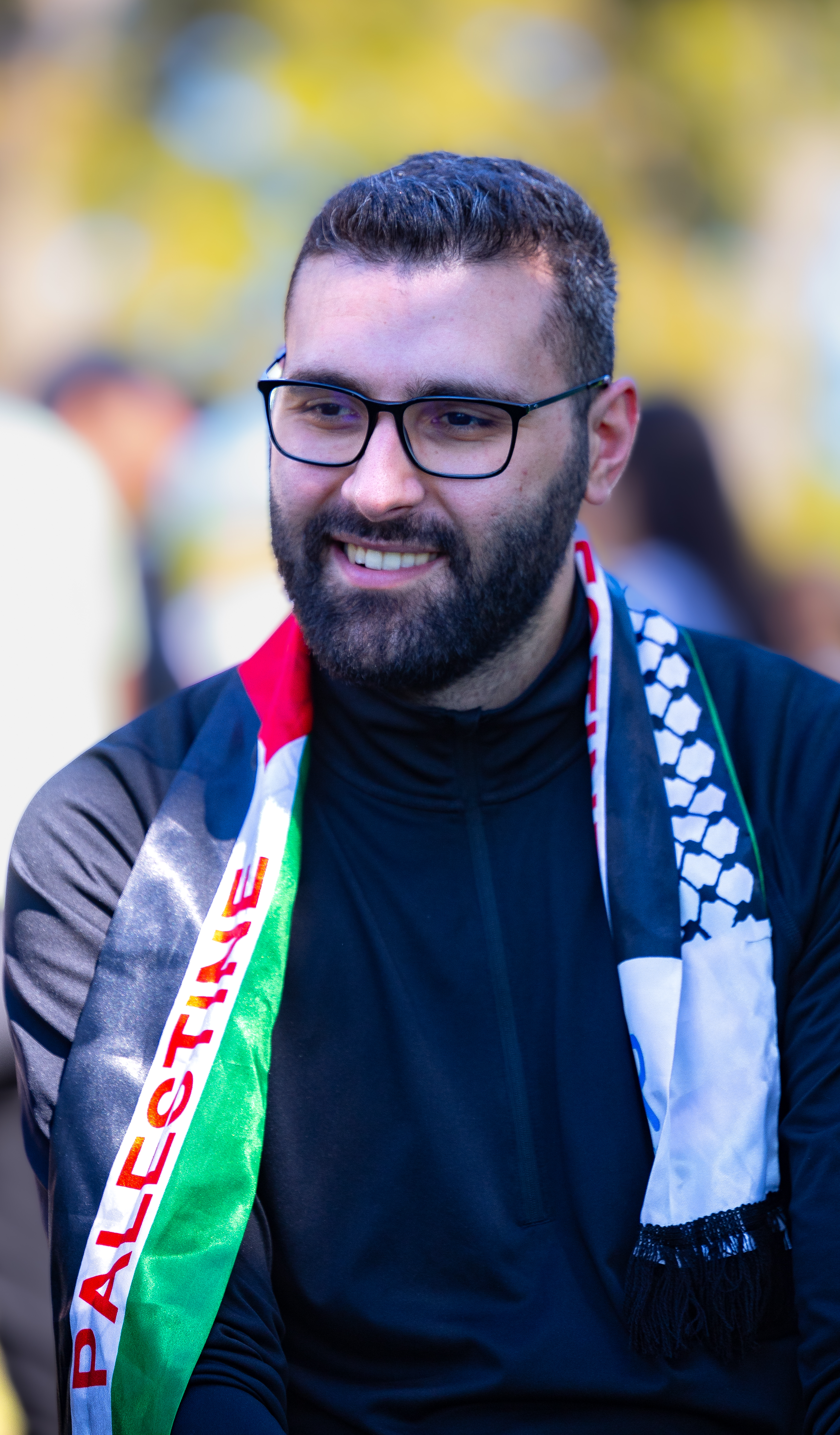
Azaiza il 28 settembre 2024 a Dallas per un incontro dall'UNRWA.

Motaz Hilal Azaiza (in arabo: معتز هلال عزايزة, Dayr al-Balah, 30 gennaio 1999) è un fotoreporter palestinese, noto per l'estesa copertura della guerra di Gaza del 2023, riscuotendo grande successo sui social media.
Dal 2023 è stato insignito di numerosi premi giornalistici e fotografici, inclusa la nomina come Uomo dell'anno dal periodico GQ. Sempre nel 2023, una sua foto, che ritrae una ragazza intrappolata tra le macerie dopo un attacco aereo israeliano, è stata nominata come una delle 10 foto più significative del 2023 dalla rivista Time. Nel 2024, Motaz Azaiza è stato inserito nell'elenco delle 100 persone più influenti del 2024, sempre dal Time.

## Biografia
Azaiza nasce e cresce nel campo profughi di Dayr al-Balah nella Striscia di Gaza nei territori palestinesi occupati.
Frequenta l'Università di al-Azhar a Gaza, laureandosi nel 2021 in lingua e letteratura inglese.

## Carriera

### Esordi
Prima della guerra di Gaza, i contenuti online di Azaiza si concentrano principalmente sulle aggressioni israeliane e sulla sua vita quotidiana nella Striscia di Gaza. La sua prima copertura online amatoriale è della guerra di Gaza del 2014, senza grande riscontro internazionale. Nel 2015 riceve la sua prima macchina fotografica da un cugino e inizia a riprendere la sua vita quotidiana a Gaza.
Nel 2016 diventa volontario per la Mezzaluna rossa palestinese (PRCS), un'organizzazione umanitaria che offre assistenza sanitaria e servizi sociali nei territori palestinesi occupati. Nel 2018, un cecchino israeliano gli spara e lo ferisce al femore, mentre stava scattando fotografie insieme ad un team di volontari dell'organizzazione.
Azaiza copre nel frattempo i vari conflitti e le crisi che si sono succedute nel territorio palestinese, riportando ampiamente soprattutto la crisi del 2021, sempre senza ricevere molta attenzione internazionale.
A inizio 2023, Azaiza è impegnato come volontario presso l'UNRWA, l'agenzie delle Nazioni Unite dedita al soccorso e all'assistenza dei rifugiati e profughi palestinesi.

### 2023–presente
Con gli attacchi del 7 ottobre 2023 e la successiva aggressione israeliana alla Striscia di Gaza, la visibilità dei contenuti di Azaiza in lingua inglese aumenta esponenzialmente. Dopo il blocco della Striscia di Gaza da parte di Israele ai giornalisti internazionali e alle organizzazioni umanitarie, Azaiza diventa un fotoreporter chiave sul campo di una delle zone di guerra più inaccessibili. Prima del 7 ottobre, il profilo Instagram di Azaiza contava circa 25.000 follower, arrivando a 18 milioni nel gennaio 2024.
Azaiza copre assiduamente i primi 108 giorni di conflitto, focalizzandosi soprattutto sull'impatto sociale e umanitario dei bombardamenti israeliani. Nel 2023, tenta di evacuare da Gaza per due volte, richieste rifiutate da Israele. Nel novembre 2023, Azaiza riceve molteplici minacce telefoniche purché cessasse la sua attività di cronista e si trasferisse in Egitto.
Nel gennaio 2024, Azaiza è apparso nell'ultimo programma di Mehdi Hasan sulla rete MSNBC, dove ha discusso dei pericoli da giornalista sotto i bombardamenti israeliani. Più tardi, sempre nel gennaio 2024, Azaiza e alcuni membri della sua famiglia riescono ad evacuare prima in Egitto e poi a Doha, in Qatar come rifugiati. Da quel momento, Azaiza inizia una nuova fase del suo impegno per la causa palestinese, iniziando a incontrare ministri, diplomatici e personaggi dello spettacolo per condividere i suoi resoconti sul conflitto in corso e chiedere un cessate il fuoco immediato.
Nel suo primo volo civile nel febbraio 2024, Azaiza vola a Istanbul in quello che è il primo delle sue trasferte e impegni sociali. A marzo è in Svizzera per un discorso tenuto al FIFDH, festival di cinema internazionale ginevrino focalizzato sui diritti umani. Successivamente, Azaiza visita varie università americane per dei colloqui e dibattiti, tra cui la Columbia University e la New York University. Nello stesso periodo viene invitato come ospite presso il Comitato per la protezione dei giornalisti (CPJ).
A maggio 2024 partecipa alla dimostrazione e alle proteste pacifiche a Londra in commemorazione della Nakba.
Ad agosto 2024, la band inglese Massive Attack invitò Azaiza a parlare sul palco del loro concerto a Bristol davanti ad un pubblico di oltre 30.000 persone. Azaiza tiene vari discorsi pubblici e viene intervistato da molteplici testate giornalistiche internazionali, tra cui il programma HARDTalk della BBC News.
A luglio 2025, Azaiza viene intervistato da Anna Airoldi per il programma di La7 Piazzapulita.

## Vita privata
L'11 ottobre 2023, almeno 15 parenti di Azaiza furono uccisi da un attacco aereo israeliano a Deir al-Balah, poco dopo lo scoppio della guerra di Gaza.
In un'intervista del febbraio 2024 al The Guardian, Azaiza menziona i flashback traumatici e i sentimenti di colpa e disperazione che ha provato dopo aver lasciato Gaza. Azaiza ha più volte spiegato come il suo lavoro come fotoreporter e il suo impegno alla causa palestinese siano mezzi per combattere la depressione.

## Riconoscimenti
Nel novembre 2023, Azaiza vince il titolo di uomo dell'anno, insignitogli dalla divisione della rivista GQ Middle East. Insieme al titolo, Azaiza viene accolto dal direttore Ahmas Ali Awaid, che afferma come la sua figura "ci ricorda che non importa chi siamo o da dove veniamo, siamo noi, persone comuni, uomini e donne, che abbiamo il potere di attuare proprio quel cambiamento che vogliamo vedere".
Il 28 dicembre 2023, la fotografia più riconosciuta di Azaiza ("Seeing Her Through My Camera") viene inserita tra le foto più significative del 2023 dalla rivista Time. La foto fa parte del suo più ampio reportage su Gaza durante l'aggressione israeliana e ritrae una ragazzina bloccata sotto le macerie del campo profughi di al-Nusairat dopo un bombardamento. La potenza dello scatto deriva dalla bassa otturazione utilizzata da Azaiza, all'esterno, che non riusciva a vedere la ragazzina ad occhio nudo a causa del buio e senza sapere se fosse sopravvissuta al crollo. La foto ha potuto confermare le sue condizioni di salute, prima che il soccorritore la liberasse dalle macerie, illuminandole il viso.
A febbraio 2024, in occasione del primo viaggio civile della sua vita, viene insignito del "Communicator Award", uno dei premi del TRT World Citizen Award.
A marzo 2024, Azaiza diventa il protagonista di un cortometraggio di 6 minuti pubblicato sul New York Times, basato sulla sua vita come fotoreporter di guerra da Gaza.
Ad aprile 2024 viene inserito della lista delle 100 persone più influenti del 2024 del Time.
A giugno 2024, ad Azaiza è stato conferito il Premio della Libertà dalla regione francese della Normandia.
Azaiza è stato una dei quattro giornalisti palestinesi ad essere nominati per il Premio Nobel per la Pace 2024, insieme al giornalista Hind Khoudary, alla giornalista e attivista Bisan Owda e al reporter Wael al-Dahdouh.